# 키스 알바
키스 알바는 아르바이트의 일종으로 대가 지불자에게 입맞춤을 하게 한 후 금전 등의 대가를 받는 것을 말한다. 주로 용돈벌이 수단으로 여성 청소년이 많이한다. 키스 알바의 경우 현행 대한민국 형법 상 유사 성행위에 포함되지 않아서 단속이나 처벌의 대상이 되지 않는다. 그러나 키스방의 운영은 비록 성매매에 해당하지 않으나 직업안정법 위반 등이 적용된다.

## 같이 보기
- 비성행위 금전 취득 수단

## 참조
1. ↑  정유경 기자 (2009년 9월 27일). “'키스방' 가려고 알바…처벌근거 없어 속수무책”. 한겨레.